# Wang Xiaoqian
Wang Xiaoqian (12 de febrero de 1996) es una deportista china que compite en lucha libre. Ganó una medalla de bronce en el Campeonato Mundial de Lucha de 2019, en la categoría de 65 kg.

## Palmarés internacional
| Campeonato Mundial | Campeonato Mundial     | Campeonato Mundial | Campeonato Mundial |
| Año                | Lugar                  | Medalla            | Categoría          |
| ------------------ | ---------------------- | ------------------ | ------------------ |
| 2019               | Nursultán (Kazajistán) | Medalla de bronce  | 65 kg              |